# Charles de La Croix de Castries
Pour les articles homonymes, voir de La Croix et Castries.
Pour les autres membres de la famille, voir Famille de la Croix de Castries.
 (avril 2019).
Si vous disposez d'ouvrages ou d'articles de référence ou si vous connaissez des sites web de qualité traitant du thème abordé ici, merci de compléter l'article en donnant les références utiles à sa vérifiabilité et en les liant à la section « Notes et références ».
Armand Charles Augustin de La Croix, duc de Castries, né à Paris le 23 mai 1756 et mort le 19 janvier 1842 dans cette même ville, est un militaire et gentilhomme français des XVIIIe et XIXe siècles.

## Biographie

### Avant la Révolution
Issu de la Maison de La Croix de Castries, une ancienne famille de la noblesse de Languedoc, il est le fils de Charles Eugène Gabriel de La Croix de Castries (1727-1801), marquis de Castries, baron des États de Languedoc, comte de Charlus, baron de Montjouvent, seigneur de Puylaurens et de Lézignan, maréchal de France, et de la marquise, née Gabrielle Isabeau Thérèse de Rosset de Fleury.
Il épouse en premières noces en 1778 Marie Adrienne de Bonnières de Guines, fille du duc de Guines, ancien ambassadeur à Berlin et à Londres, dont il a un fils, Edmond Eugène Philippe Hercule de La Croix de Castries (1787-1866). En secondes noces, il épouse en 1805 une Irlandaise, Élisa Coghlan, dont il a un autre fils, Armand Charles Henri de La Croix de Castries, comte de Castries.
Au moment du mariage, Louis XVI signe au contrat, fait au marié un don de 300 000 livres et promet la réversibilité du duché-pairie de Guines sur le fief de Castries. Dans l'attente, Charles de Castries reçoit un brevet de duc de Castries (non transmissible).
Charles de la Croix de Castries commence sa carrière militaire à treize ans comme lieutenant d'artillerie. Il prend part à la guerre d'indépendance américaine, participant notamment au siège de Yorktown (19 octobre 1781). Il a laissé un Journal de son voyage en Amérique qui montre un certain talent d'observation.
Revenu en France, il succède à son père à la lieutenance générale du Lyonnais, Forez et Beaujolais en 1782. Il est ensuite envoyé à Saint-Domingue. Maréchal de camp en 1788, il est nommé à divers commandements militaires.

### Sous la Révolution
Nourri de philosophie par son précepteur, Barbé-Marbois, futur président du Conseil des Anciens, Charles de La Croix de Castries est d'abord favorable à la Révolution. Élu député de la noblesse par la prévôté et la vicomté de Paris aux États généraux de 1789, il est l'un de ceux qui soutiennent avec enthousiasme l'abolition des privilèges.

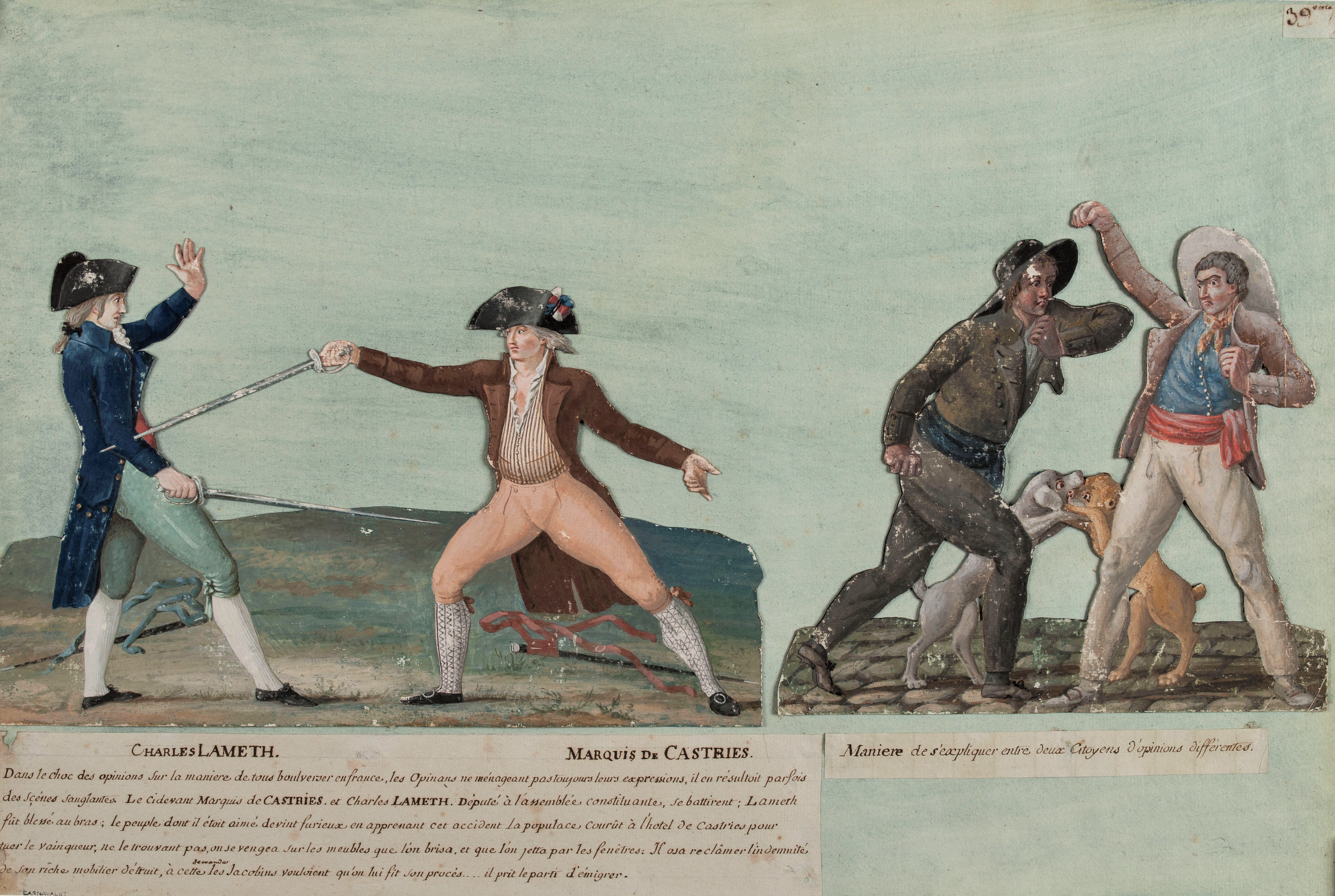
Duel de Charles Lameth et du marquis de Castries (1790), gouache de Jean-Baptiste Lesueur.

Mais il reste royaliste dans l'âme. Il est hostile à la réunion des trois ordres, pressentant que la noblesse ne peut survivre à la monarchie si celle-ci disparaît. Après les journées d'octobre 1789, il se montre un ardent défenseur du roi et de ses prérogatives, et devient l'adversaire de La Fayette. 
Le 12 novembre 1790, Charles de La Croix de Castries se bat en duel avec Charles Malo de Lameth, qui l'a insulté à la tribune. Lameth n'est que superficiellement blessé, mais la presse jacobine s'empare de ce fait divers et qualifie le duc d'assassin ce qui, le même jour, provoque le pillage de son hôtel par un groupe d'émeutiers, sans la moindre intervention de la police. Le duc de Castries émigre et se réfugie chez l'ami de son père, Jacques Necker, à Coppet (en Suisse) où il retrouve sa femme et ses enfants. 
Il s'engage dans l'armée de Coblence. En 1794, il crée son propre corps d'émigrés, portant son nom mais financé avec les subsides de l'Angleterre. Cette troupe ne participe à aucun combat et est dissoute au bout d'un an, le Cabinet britannique ayant cessé ses versements.

### Sous la Restauration
Au moment de la Restauration, Charles de La Croix de Castries est de retour en France. En 1814, Louis XVIII le nomme lieutenant général avec un énorme rappel d'ancienneté. En 1817, il le fait duc de Castries héréditaire et pair de France. Il le nomme gouverneur du château de Meudon.